# David Cameron
David William Donald Cameron, Baron Cameron of Chipping Norton (født 9. oktober 1966 i London) er en britisk politiker som var premierminister fra 2010 til 2016 og formand for det Konservative Parti fra 2005 til 2016. Han var Storbritanniens udenrigsminister i Rishi Sunaks regering fra november 2023 til juli 2024. Han er valgt til det britiske Underhus i valgkredsen Witney.
I 1997 stillede han op til valg til Underhuset i valgkredsen i Stafford, men blev ikke valgt. Ved næste valg i 2001 blev han valgt som medlem af Underhuset i valgkredsen Witney i Oxfordshire. Han steg hurtig i graderne inden for Det Konservative Parti, og i 2005 blev han udpeget som ansvarlig for den politiske koordinering under valgkampen i 2005. Ved parlamentsvalget tabte de konservative til Labour, hvilket førte til partiformand Michael Howards afgang. Ved det efterfølgende valg til formandsposten senere i 2005 blev Cameron valgt til partiformand.
Ved Storbritanniens parlamentsvalg den 6. maj 2010 vandt de konservative 306 pladser i Underhuset og blev derved det største parti uden dog at opnå absolut flertal. Efter fem dages forhandlinger kunne Cameron danne en koalitionsregering med Liberal Democrats. Cameron blev leder af den første britiske koalitionsregering siden 2. verdenskrig og den da 43-årige Cameron blev den yngste premierminister i Storbritannien siden Robert Jenkinson, 2. Jarl af Liverpool 198 år tidligere.
Ved valget i 2015 opnåede Det Konservative Parti absolut flertal og David Cameron kunne beholde posten som premierminister, denne gang uden at behøve at danne en koalition.
Efter folkeafstemningen om Storbritanniens EU-medlemskab 2016, hvor der blev flertal for at Storbritannien skulle forlade EU, meddelte Cameron, der gik ind for fortsat medlemskab, at han ville gå af som premierminister.

## Baggrund

### Familie
Cameron er opvokset i Pearsemore i nærheden af Newbury i Berkshire. Hans forældre er økonom Ian Donald Cameron og Mary Fleur Mount, datter af sir William Malcolm Mount, 2. baronet. Hans far er født på Blairmore House i nærheden af Huntly i Skotland, bygget af Camerons farfar. Camerons fader var direktør for John D Wood. 
Camerons morfar, Alex Geddes, som havde tjent en formue på korn i Chicago, vendte tilbage til Skotland i 1880'erne. David Camerons familie er fra Inverness-området i det skotske højland.
David Camerons oldefar, Arthur Francis Levita (sir Cecil Levitas bror), ledede børsmæglerfirmaet Panmure Gordon. Hans tipoldefar, Sir Ewen Cameron, formand for Hong Kong og Shanghai Banken, spillede en vigtig rolle i forhandlinger med den japanske bankier og senere premierminister Takahashi Korekiyo om salget af krigsobligationer under den Russisk-japanske krig. Han ledede også Rådet for Foreign Bondholders og Committee for Chinese Bondholders, som blev oprettet i november 1935 af direktøren for Bank of England, Montagu Norman. Hans farfar, Ewen Donald, og far, Ian Donald, arbejdede for Panmure Gordon. 
David Cameron stammer i direkte linje fra prins William Henry (senere kong Vilhelm 4. af Storbritannien) og hans samleverske gennem 20 år, Dorothy Jordan.

### Uddannelse og tidlige karriere
Fra syvårsalderen gik Cameron på Heatherdown Preparatory School i Winkfield i Berkshire. Skolen lukkede i begyndelsen af 1980'ere. Som trettenårig begyndte han på kostskolen Eton College.
Cameron læste derefter filosofi, politik og økonomi på Oxford Universitet, hvorfra han fik afgangseksamen med first class honours. Han var medlem af Conservative Research Department og rådgiver for finansminister Norman Lamont og partiformand Michael Howard. Han var direktør i firmaet Carlton Communications i syv år.